# Heavener runensteen

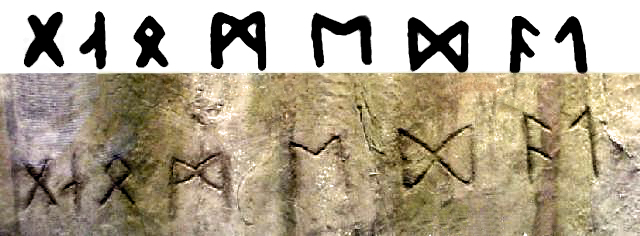
Heavener runensteen en inscriptie

De Heavener runensteen is een steen gevonden in Heavener, Oklahoma die door sommigen gezien wordt als een runensteen. De steen bevindt zich op Poteauberg net buiten de grenzen van de stad. Er is echter veel speculatie over de oorsprong en de betekenis van het snijwerk op de steen en het is zo'n attractie dat er een natuurpark omheen is opgericht.

## Inscriptie hypothesen
Lokale auteur Gloria Farley schreef het opschrift toe aan de zwervende precolumbiaanse Noormannen, maar de inscriptie is verworpen door Scandinavische filologen en runologen, die het beschouwen als een moderne inscriptie uit de 19e of 20e eeuw. De interpretatie van de Futhark-stijl runen moet waarschijnlijk worden vertaald naar "GNOMEDAL" (wat "Gnome dal", of misschien een persoonlijke naam "G. Nomedal" betekent).
Een van de moeilijkheden waarmee degenen die zouden gebruikmaken van de Heavener Runestone om aan te tonen dat de Vikingse ontdekkingsreizigers het gebied bezocht zouden hebben, is dat slechts zes van de acht karakters Futhark-runen zijn. Een transliteratie zou lezen "G [ruwe N] OMEDA [L]". Een ander probleem is dat de Futhark overbodig was geworden in de 8ste eeuw, lange tijd voordat de Vikingen expedities naar Groenland en Vinland organiseerden. De voorgestelde eerste verklaring, door Alf Monge in 1967 (samengevat door Landsverk in 1970) is dat de letters staan voor een cryptogram dat "11 november 1012" aangeeft.
In de afgelopen jaren heeft deze theorie terrein verloren ten gunste van het voorstel van dr. Richard Nielsen (in epigrafische Society Occasional Publications, Vol. 15, 1986, pagina 133) dat een Vikingontdekkingsreiziger haastig de laatste letter heeft vervangen door een letter van het toenmalig uitgestorven Gotisch alfabet in de tweede positie. Volgens deze interpretatie luidt het opschrift: "Glome DAL" - de "Vallei van Glome".
Een andere recente interpretatie door ds. Lee Woodward is dat de inscriptie een uitgewerkte cryptogram markeert dat de laatste rustplaats van René Robert Cavelier de La Salle markeert.